# Cercoceracris annulata
Cercoceracris annulata är en insektsart som beskrevs av Marius Descamps 1980. Cercoceracris annulata ingår i släktet Cercoceracris och familjen gräshoppor. Inga underarter finns listade i Catalogue of Life.